# Elissa (zpěvačka)
Elissar Zakaria Khoury (arabsky إليسار زكريا خوري‎; * 27. října 1971), známá jako Elissa (arabsky إليسا‎, Elisa), je libanonská zpěvačka, jedna z nejslavnějších zpěvaček na Blízkém východě.
Elissa za svou kariéru prodala přes 30 miliónů desek. V letech 2005, 2006, 2009 a 2010 prodala vůbec nejvíce desek ze všech arabských interpretů. V letech 2005, 2006 a 2010 vyhrála hudební ocenění World Music Award za nejoblíbenější zpěvačku na Blízkém východě.
Podle dostupných zdrojů se jedná o jednu z nejbohatších libanonských celebrit, s majetkem přibližně 41 miliónů amerických dolarů.

## Osobní život
Narodila se 27. října 1972 do křesťanské rodiny v malém libanonském městě Deir El Ahmar v údolí Bikáa libanonskému otci a syrské matce. Má 5 sourozenců – 2 sestry a 3 bratry. Chodila na internátní základní školu v Bejrútu, takže se se svou rodinou neviděla mimo svátků. Po střední škole vystudovala politologii nja Libanonské univerzitě v Bejrútu. 
Roku 1990 se přestěhovala do Bejrútu, hlavně z důvodu studie. 
V roce 1992, tedy ve svých 20 letech vydala své první album, které sklidilo slávu především v Libanonu. 
Její otec – Zakaria Khoury († 2004) byl známý libanonský básník.
7. srpna 2018 Elissa ve svém hudebním klipu odhalila, že jí byla v prosinci 2017 diagnostikována raná forma rakoviny prsu, nad kterou v léčbě zvítězila.

## Kariéra

### 1992-99: Studio El Fan a představení alba Baddi Doub
Elissy hudební kariéra započala v roce 1992, kdy vyhrála druhé místo v libanonské pěvecké soutěži Studio El Fan. Její první hudební album Baddi Doub bylo vydáno v roce 1998 nahrávací společností EMI Records.